# كأس السوبر الفلسطيني لقطاع غزة 2015
كأس السوبر الفلسطيني لقطاع غزة 2015 هي النسخة الرابعة من بطولة كأس السوبر الفلسطيني في قطاع غزة ، وفاز بها اتحاد الشجاعية على نادي شباب خانيونس.

## الفرق
| الفريق         | المحافظة        | الوصول                                                                               | وصول سابق (الخط الغليظ يشير إلى بطل تلك النسخة) |
| -------------- | --------------- | ------------------------------------------------------------------------------------ | ----------------------------------------------- |
| اتحاد الشجاعية | محافظة شمال غزة | بطل الدوري الفلسطيني الممتاز لقطاع غزة 2014–15 ، وكأس فلسطين لأندية قطاع غزة 2014–15 | 1 (2000)                                        |
| شباب خانيونس   | محافظة خان يونس | وصيف الدوري الفلسطيني الممتاز لقطاع غزة 2014–15                                      | 0                                               |

## المباراة
| اتحاد الشجاعية | 3–0 | شباب خانيونس |
| -------------- | --- | ------------ |
|                |     |              |

1. ↑  معاقبة نادي شباب خانيونس لعدم حضور المباراة.